# Grand œuvre (alchimie)
 (février 2019).
Si vous disposez d'ouvrages ou d'articles de référence ou si vous connaissez des sites web de qualité traitant du thème abordé ici, merci de compléter l'article en donnant les références utiles à sa vérifiabilité et en les liant à la section « Notes et références ».
Pour les articles homonymes, voir Grand œuvre.
Le Grand Œuvre (en latin : Magnum Opus) est en alchimie la réalisation de la pierre philosophale, de sa réduction en poudre, dite « poudre de projection », ou de l'élixir philosophal, teinture active aux mêmes propriétés que la pierre.
Cette pierre est considérée comme capable de transmuter les métaux, de guérison infaillible (panacée), et d'apporter l'immortalité. À la base de la théorie de l'existence d'une telle pierre, il y a la tradition alchimique qui veut que les métaux divers soient, dans le sein de la Terre, en lente maturation pour aller vers l'état métallique idéal, l'or.
Le Grand Œuvre est l'accélération de cette maturation, par le recours à l'agent actif de cette évolution comme catalyseur. Isoler ce principe d'évolution (ou de transmutation) conduit à posséder sous forme stable (pierre) le principe capable d'apporter vie, perfection et réalisation dans les corps impurs.
Tous les corps, selon cette tradition, sont composés de principes actifs propres à l'alchimie, en diverses proportions. Cette vision prévalut jusqu'à René Descartes, qui nia que la matière renferme de l'esprit, mais c'est Antoine Lavoisier qui fit le plus pour le dépassement de l'alchimie, quoique ses recherches aient encore été empreintes de la terminologie et de certaines visions alchimiques (le mot alchimie vient de l'arabe Al Kimyâ qui signifie tout simplement « la chimie », mot qui lui-même dérive d'un autre mot arabe, Al Kammiyâ, voulant dire « la [science de la] quantité »).

## Principes
L'opération alchimique du Grand Œuvre connaît de nombreuses et difficiles étapes pour séparer le soufre du mercure depuis la materia prima. Le mercure doit, en outre, s'entendre dans un sens essentiel, symbolisant le réceptacle du feu divin, qui est aussi l'intelligence divine, le principe de vie ou l'énergie universelle (prâna, Ka, Ki, Önd, Noûs, Spiritus mundi, etc.).
La littérature et l'iconographie alchimiques donnent des informations sur les Solve et Coagula, sur la respiration (échanges) du travail, ou les étapes Nigredo, Albedo, Rubedo (œuvre au noir, au blanc et au rouge). Ces données se compliquent du fait qu'elles sont cryptées, réalisées en jargon (argot, cabale, langue des oiseaux), incomplètes ou même délibérément faussées. Il faut, de plus, ne pas perdre de vue que l'alchimie est une pratique sciemment occulte, parcourue de correspondances multiples et polysémiques d'une catégorie, ou mot-clé, à l'autre.
Certains « adeptes », comme Nicolas Flamel et Cagliostro, ont affirmé avoir réalisé le Grand Œuvre, mais rien ne l'a jamais démontré.
| Soufre (Soulphre - Sec) | Feu | & | Air   | Esprit | Conscience | Masculin      |
| Mercure (Chaud)         | Air | & | Eau   | Âme    | Pensée     | Feminin       |
| Sel (Scel - Humide)     | Eau | & | Terre | Corps  | Matière    | Hermaphrodite |

## Phases du Grand Œuvre
Les phases classiques du travail alchimique sont au nombre de trois (quatre si l'on inclut le jaunissement, voire plus). Elles sont distinguées par la couleur que prend la matière au fur et à mesure. Elles correspondent aussi aux types de manipulation chimique : calcination (noir), lessivage (blanc), sublimation (jaune), pour obtenir l'incandescence (rouge). On trouve ces phases dès Zosime de Panopolis : 

« En cherchant à partager exactement la philosophie (chimique) en quatre parties, nous trouvons qu’elle contient : premièrement le noircissement, secondement le blanchiment, troisièmement le jaunissement, et quatrièmement la teinture en violet. »

Jacques Bergier, essaya de décrire ces différentes phases dans son langage d'ingénieur chimiste :
1. Œuvre au noir (mélanosis en grec, nigredo en latin), sous le signe de Saturne : il y a mort, dissolution du mercure et coagulation du soufre. « Notre alchimiste commence par préparer, dans un mortier d'agate, un mélange intime de trois constituants. Le premier, qui entre pour 95 %, est un minerai : un pyrite arsénieux. Le second est un métal : fer, plomb, argent ou mercure. Le troisième est un acide d'origine organique : acide tartrique, ou citrique. Il va broyer à la main et mélanger ces constituants durant cinq ou six mois. Ensuite il chauffe le tout dans un creuset… Il dissout enfin le contenu du creuset grâce à un acide… Il évapore ensuite le liquide et recalcine le solide, des milliers de fois, pendant plusieurs années… Au bout de plusieurs années, il ajoute à son mélange un oxydant : le nitrate de potasse, par exemple. Il y a dans son creuset du soufre provenant de la pyrite et du charbon provenant de l'acide organique… Il va recommencer à dissoudre, puis à calciner, durant des mois et des années… Le mélange [soufre, charbon, nitrate : explosif] est placé dans un récipient transparent, en cristal de roche, fermé de manière spéciale [« fermeture d'Hermès ou hermétique »]… Le travail consiste désormais à chauffer le récipient… Le mélange change en un fluide bleu-noir [« aile de corbeau »]. »
2. Œuvre au blanc (leukosis, albedo), sous le signe de la Lune : il y a purification, lavage. « Au contact de l'air, ce liquide fluorescent se solidifie et se sépare… Il reste des scories. Ces scories, il [l'alchimiste] va les laver, pendant des mois, à l'eau tri-distillée. Puis il conservera cette eau à l'abri de la lumière et des variations de température… C'est le dissolvant universel [alkaest] et l'élixir de longue vie… »
Ici se termine le petit œuvre, la « spiritualisation du corps ».
3. Œuvre au jaune (xanthosis, citrinitas), sous le signe de Vénus. L'alchimiste, poursuit Bergier, « va maintenant essayer de recombiner les éléments simples qu'il a obtenus. » Michaël Maier parle de sublimation[3], c'est-à-dire l'action d'épurer, de transformer en vapeur par la chaleur.[réf. nécessaire]
4. Œuvre au rouge (iosis, rubedo), sous le signe du Soleil : il y a union du mercure et du soufre. L'alchimiste obtiendrait « le cuivre alchimique, l'argent alchimique, l'or alchimique… Le cuivre alchimique aurait une résistance électrique infiniment faible… (Une substance, soluble dans le verre, à basse température), en touchant le verre légèrement amolli, se disperserait à l'intérieur, lui donnant une coloration rouge rubis, avec fluorescence mauve dans l'obscurité. C'est la poudre obtenue en broyant ce verre modifié dans le mortier d'agate que les textes alchimiques nomment la « poudre de projection » ou « pierre philosophale »… Cette pierre serait une sorte de réservoir d'énergie nucléaire en suspension, maniable à volonté. »

Ainsi se termine le Grand Œuvre, l'« incarnation de l'esprit ».
On retrouve, plus ou moins, les trois phases du noir, du blanc et du rouge chez l'ensemble des alchimistes. Pantheus en distingue quatre, dans son Voarchadumia contra alchimiam (1530) : corruption, génération, augmentation, fixation.

## Point de vue opératif
Le sel n'est pas issu d'un soufre auquel on aurait « retiré » son mercure. Toute chose, quel que soit son règne — animal, végétal, minéral ou métallique — contient un principe soufre, un principe mercure et un principe sel. Le principe soufre peut être considéré comme « l'âme », le principe mercure comme « l'esprit » et le principe sel comme la matière, le corps, l'aspect le plus physique (depuis les apports du médecin et hermétiste Paracelse).
Ces principes, dans la manifestation (dans le monde), ont comme support une forme : dans le monde végétal, par exemple, le principe soufre se manifeste sous forme d'un corps gras, qui est l'huile essentielle de la plante ; le mercure se manifeste lors de la fermentation (« putréfaction » en langage alchimique) et se caractérise par l'alcool (mot d'origine arabe, l'alcool provenant — par exemple — de la vigne est appelé « l'esprit de vin ») ; le support du principe sel est représenté par les sels minéraux, solubles et insolubles, de la plante. Le mercure est le lien qui permet de relier le soufre au sel. L'alchimie se propose d'effectuer la séparation la plus parfaite possible des trois principes (par l'intermédiaire de leurs supports respectifs), d'effectuer sur chacun des supports une purification absolue. Puis la réunion des supports purifiés — et qui ainsi ont pu « fixer » les principes — conduit soit à l'élixir, soit à la pierre, lesquels constituent l'achèvement de l'œuvre sous sa forme liquide (élixir) ou solide (pierre). Le mercure (alcool) va extraire le soufre (par macération) ; on obtient ainsi une teinture. Une filtration permet de séparer la teinture (mélange soufre-mercure) des sels, qui changent alors de couleur.
Si l'on distille la teinture, on sépare le soufre (qui se présente comme un miel gras) du mercure, qui passe à la distillation. Ce mercure est l'essence de la plante ; il est marqué car il a la mémoire de l'« âme » de la plante qu'il a extraite sous forme de soufre. Le sel qui est isolé par le filtrage de la macération est réduit en cendres par une carbonisation afin qu'il ne contienne plus de particules de carbones (organiques) mais seulement des éléments minéraux (il est alors appelé « sel fixe »).
Par lessivages et filtrages répétés de ces cendres, on sépare les sels solubles des sels insolubles (« Caput mortem ») de la plante. Les trois supports peuvent alors être travaillés séparément par des solve-coagula (dissolutions-évaporations), par des distillations successives et par des carbonisations (au four — l'athanor), ces opérations ayant pour but à la fois d'éliminer les impuretés et de « fixer » progressivement les principes soufre et mercure sur le sel totalement purifié. Il est à remarquer que c'est le sel, partie la plus « matérielle », la plus physique de la matière première, qui va servir de support matériel à l'âme et à l'esprit. Les adeptes établissent tout naturellement une similitude, une occurrence simultanée, avec le corps de l'alchimiste. Se purifiant, il s'ouvre progressivement aux principes divins, selon le principe métaphysique de la correspondance microcosme-macrocosme.

## Point de vue psychanalytique
Carl Gustav Jung, est connu pour avoir relié les catégories traditionnelles de l'alchimie (principes, opérations) aux processus psychiques, par définition inconscients.
Le Grand Œuvre préfigurant le chemin de développement de l'âme humaine au sein des mondes de matière, l'œuvre alchimique est inséparable de la propre transmutation de l'opérant[réf. nécessaire]. Selon les principes de la Table d'émeraude, ce que l'on modifie à l'extérieur modifie l'intérieur et ce qui change le « microcosme » modifie aussi le « macrocosme » (et inversement)[réf. nécessaire]. L'alchimie devient, dans cette optique, une discipline de travail intérieur, d'extraction et de sublimation des mercure, soufre et sel pour les réunir et que l'opérant lui-même devienne cette Pierre philosophale (incitant les autres âmes à devenir « de l'or », symbole de l'esprit accompli) et cet élixir de longue vie (analogiquement, on pourrait le comparer à la parole du Père, redonnant vie à ce qui était mort et promettant la vie éternelle dans l'optique chrétienne)[réf. nécessaire].

## Littérature
Quelques œuvres littéraires suivent le schéma initiatique de l'Opus magnum, notamment Finnegans Wake de James Joyce, et respectent les codes de la transmutation et du symbolisme alchimique.
Pour de plus amples informations sur le Grand Œuvre, les matériaux et les modes opératoires, lire les auteurs contemporains français les plus réputés :
- Fulcanelli : Le Mystère des Cathédrales, Les Demeures Philosophales, aux éditions Pauvert
- Pierre Dujols, alias Magophon : Hypotypose du Mutus Liber in Le Triomphe Hermetique. Introduction et notes d'Eugène Canseliet 
- Bernard Husson : Transmutations alchimiques, Viridarium Chymicum ou le Jardin Chymique
1. ↑  Les Œuvres de Zosime, Paris, Steinheil, 1888 (texte en ligne sur le site Remacle.org.
2. ↑  L'Alchimie, science et sagesse, in Encyclopédie Planète, s.d., p. 222-226, 187.
3. ↑  Michael Maier associe sublimation et jaune (De duabus viis, humida et sicca, 1611). Jean-Claude Margolin et Sylvain Matton (dir.), Alchimie et Philosophie à la Renaissance, Vrin, 1993, p. 315, p. 326 (en latin : sublimatio, anima citrinissima).
4. ↑  C. G. Jung, Psychologie et alchimie (1943), trad., Buchet-Chastel, 1970.
5. ↑  Barbara DiBernard. Alchemy and Finnegans Wake, SUNY Press, 1980.
6. ↑  Cf. par exemple Stanton J. Linden, Darke Hieroglyphicks: Alchemy in English Literature from Chaucer to the Restoration, University of Kentucky Press. 1998.